# قره‌گیله

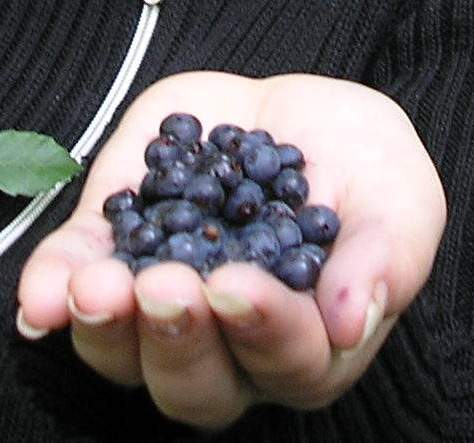
قره‌گیله

قره‌گیله یا بیلبری (به انگلیسی: Bilberry)، به چندین درختچهٔ کوتاه از تیرهٔ خلنگیان سردهٔ واکسینیوم گفته می‌شود. میوهٔ خوراکی این درختچه‌ها از نوع سته یا بری است. معروف‌ترین درختچه این گروه سیاه‌گیله کبود (Vaccinium myrtillus L) نام دارد.
قره‌گیله گیاهی است که طول آن به ۱۶ اینچ می‌رسد، این گیاه دارای برگ‌های بیضوی و نوک تیز با گل‌های صورتی و سفید ریز است، که در خلال ماه‌های آوریل و ژوئن غنچه باز می‌کنند. در اواخر تابستان، دانه‌های سیاه ارغوانی آن برای چیده شدن آماده می‌شوند. این گیاه در زمره گیاهان خانگی از تیره سیاه گیله است و میوه آن بیشتر مزه و ظاهر سیاه گیله آمریکایی را دارد. میوه آن را می‌توان هم به صورت تازه و هم خشک شده مصرف کرد یا در تهیه انواع مرباها و دسرها به‌کار برد.

## گونه‌ها
- سیاه‌گیله کبود (Vaccinium myrtillus L. (bilberry
- قره‌گیله شمالی (bog bilberry, bog blueberry, bog whortleberry, bog huckleberry, northern bilberry, ground hurts)Vaccinium uliginosum L.
- Vaccinium caespitosum Michx. (dwarf bilberry)
- Vaccinium deliciosum Piper (cascade bilberry)
- Vaccinium membranaceum (mountain bilberry, black mountain huckleberry, black huckleberry, twin-leaved huckleberry)
- واکسینیوم اوالیفولیوم (oval-leafed blueberry, oval-leaved bilberry, mountain blueberry, high-bush blueberry)

Vaccinium ovalifolium

## نگارخانه

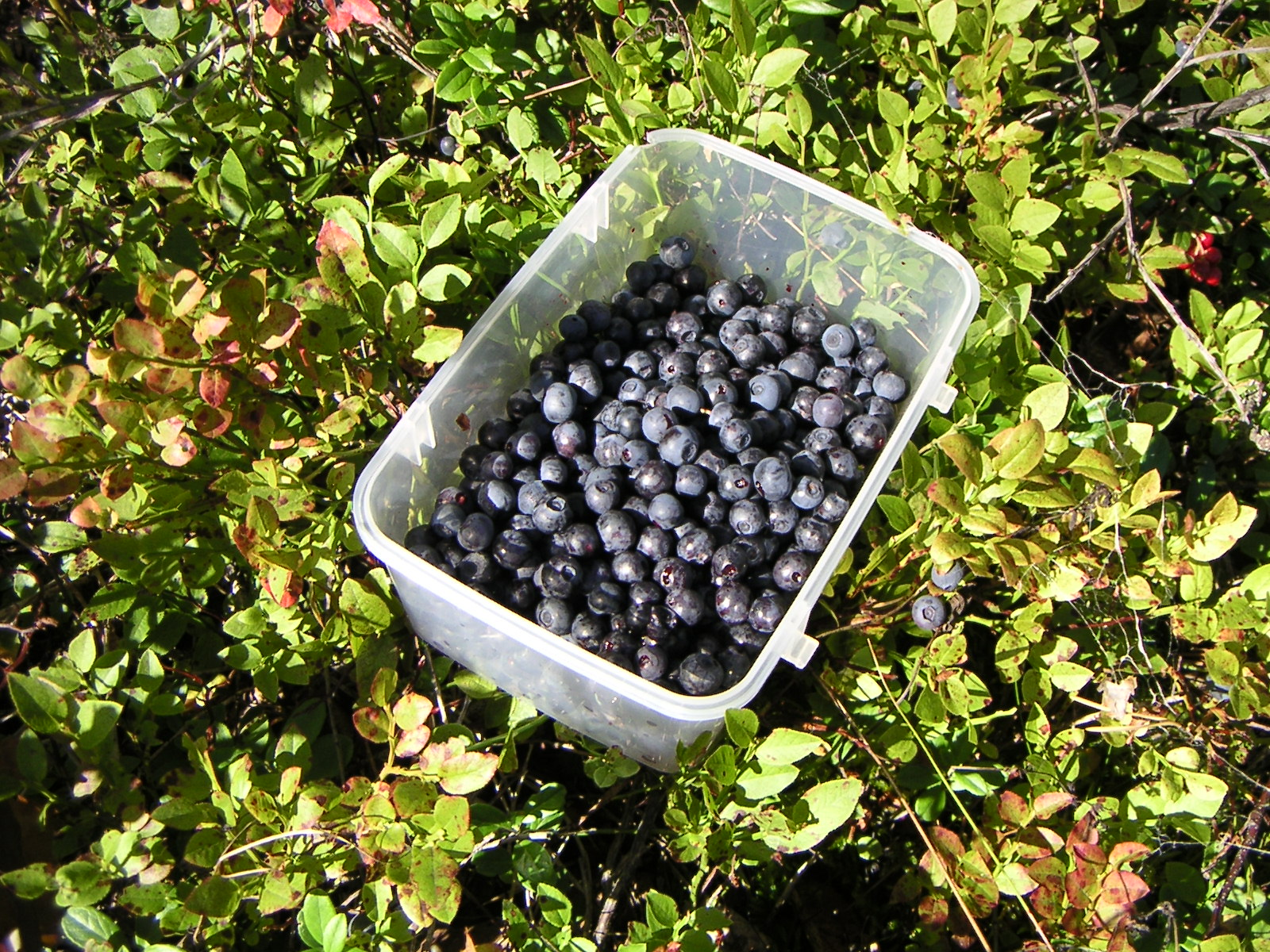
در فنلاند
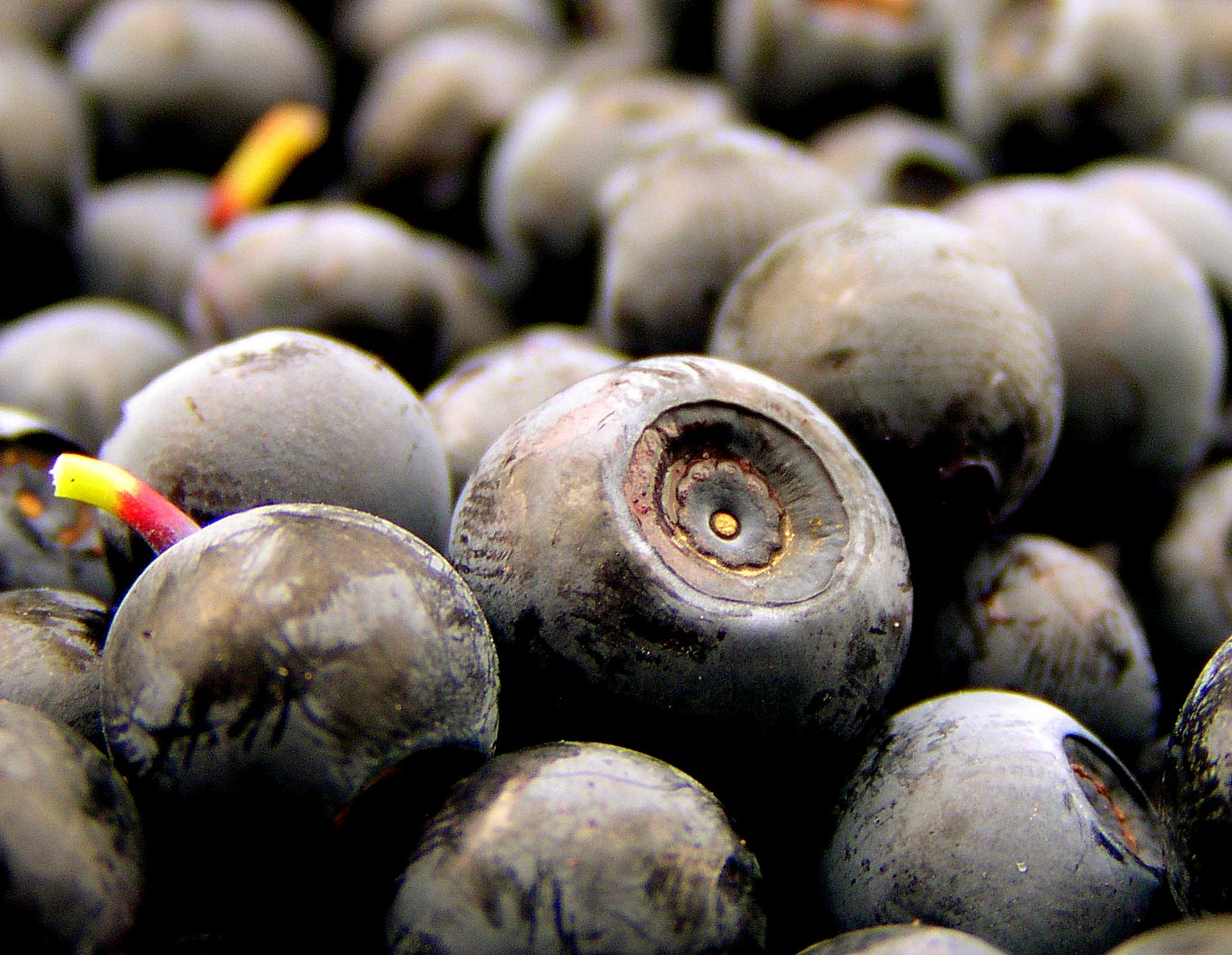
بلوبری وحشی در نروژ